# Silent Love (Open My Heart)/Be with U
Silent love ~open my heart~/BE WITH Ü – dwudziesty siódmy singel japońskiej piosenkarki Mai Kuraki, wydany 28 listopada 2007 roku. Limitowana edycja zawierała dodatkowo DVD z utworem Feel fine! ~acoustic live ver.~. Osiągnął 9 pozycję w rankingu Oricon i pozostał na liście przez 6 tygodni, sprzedał się w nakładzie 30 625 egzemplarzy.

## Lista utworów
| CD  |                                              |                                   |                                      |                                      |      |
| Nr  | Tytuł                                        | Słowa                             | Kompozycja                           | Aranżacja                            | Czas |
| 1.  | "Silent love ~open my heart~"                | Mai Kuraki                        | Daisuke "DAIS" Miyachi & Yuichi Ohno | Daisuke "DAIS" Miyachi & Yuichi Ohno | 4:24 |
| 2.  | "BE WITH Ü"                                  | Mai Kuraki                        | Akihito Tokunaga                     | Cybersound                           | 4:56 |
| 3.  | "Silent love ~open my heart~ -instrumental-" | Mai Kuraki                        | Daisuke "DAIS" Miyachi & Yuichi Ohno | Daisuke "DAIS" Miyachi & Yuichi Ohno | 4:24 |
| 4.  | "BE WITH Ü -instrumental-"                   | Mai Kuraki                        | Akihito Tokunaga                     | Cybersound                           | 4:56 |
| DVD |                                              |                                   |                                      |                                      |      |
| Nr  | Tytuł                                        | Tytuł                             | Tytuł                                | Tytuł                                | Czas |
| 1.  | "Feel fine! ~acoustic live ver.~"            | "Feel fine! ~acoustic live ver.~" | "Feel fine! ~acoustic live ver.~"    | "Feel fine! ~acoustic live ver.~"    |      |

## Notowania
| Lista                       | Pozycja |
| --------------------------- | ------- |
| Oricon Daily Singles Chart  | 5       |
| Oricon Weekly Singles Chart | 9       |